# Спорт, спорт, спорт
«Спорт, спорт, спорт» — радянський художній фільм 1970 року, знятий режисером Елемом Климовим за сценарієм брата Германа Климова.
У фільмі поєднуються постановочні сцени, документальні епізоди про радянських і зарубіжних спортсменів, кадри кінохроніки, висловлювання про спорт відомих людей (зокрема Белли Ахмадуліної, Данієля Ольбрихського, Вадима Синявського та інших).

## Сюжет
Дія фільму відбувається на стадіонах Москви, Філадельфії, Стокгольма і Мехіко, на стадіонах майбутнього і далекого минулого. Використовуючи документальний матеріал реальних спортивних змагань і монтуючи його з розгорнутими новелами в дусі пантоміми і балету, автори фільму показують історію розвитку спорту і його майбутнє, зв'язок спорту з політикою, мистецтвом та етикою …
Сюжетною основою фільму є байки старого масажиста дядька Володі, які він розповідає молодим спортсменам, що тренуються в спорткомплексі. Дядько Володя, за його словами, ще перед Першою світовою війною тренував відомого бігуна Жана Буена. На чемпіонаті в Лондоні він допоміг радянському боксерові-важковаговику скинути 13 кг ваги і перейти у напівважку категорію. Як одна з історій для підбадьорення програвшого молодого боксера дядько Володя розповідає про бій купця Калашникова з Кірібєєвичем. Він також розмірковує про спорт майбутнього, коли спорт буде нерозривно пов'язаний з мистецтвом, що не буде переможених і переможців, а головне місце займе масаж.
Розповіді дядька Володі перемежовуються кінохронікою і сюжетами з історії спорту: про те, як на Олімпіаді 1936 року в Берліні чотири золоті медалі виграв афроамериканець Джессі Оуенс, чим викликав гнів Гітлера, про те, як в бігу на 10 000 метрів в 1959 році американський спортсмен Боб Сот опинився на межі смерті через зневоднення, викликаного спекою, про те, як радянський стрибун і автор декількох світових рекордів Валерій Брумель не зламався і продовжував займатися стрибками після важкої аварії.

## У ролях
- Георгій Светлані — масажист дядько Володя (роль озвучує Ролан Биков)
- Микита Михалков — Кірібєєвич
- Борис Романов — купець Калашников
- Ігор Класс — Іван Грозний
- Лариса Шепітько — цариця
- Герман Климов — епізод
- Євген Матвєєв — епізод
- Володимир Андрєєв — епізод
- Валерій Брумель — епізод

Текст від автора читає Зиновій Гердт.

## Знімальна група
- Постановка: Елем Климов
- Сценарій: Герман Климов
- Головні оператори: Б. Брожовський, О. Згуріді, Ю. Схіртладзе
- Художники-постановники: М. Серебряков, А. Спєшнєва
- Композитор: Альфред Шнітке (з використанням музики М. О. Римського-Корсакова, П. І. Чайковського, Ф. Лея й ін. композиторів)
- Диригент: Ері Клас
- Звукорежисер: Борис Венгеровський

Використано матеріали Держфільмофонду СРСР, Центрального державного архіву кінофотодокументів СРСР, кіноархівів Угорщини, НДР, Польщі, Франції, Швеції, Югославії.